# Cymbidium hookerianum
Lan đoản kiếm hooker (danh pháp hai phần: Cymbidium hookerianum) là một loài phong lan.
Cây phân bố ở Nam Á, Trung Quốc, Việt Nam (Đà Lạt).

## Hình ảnh

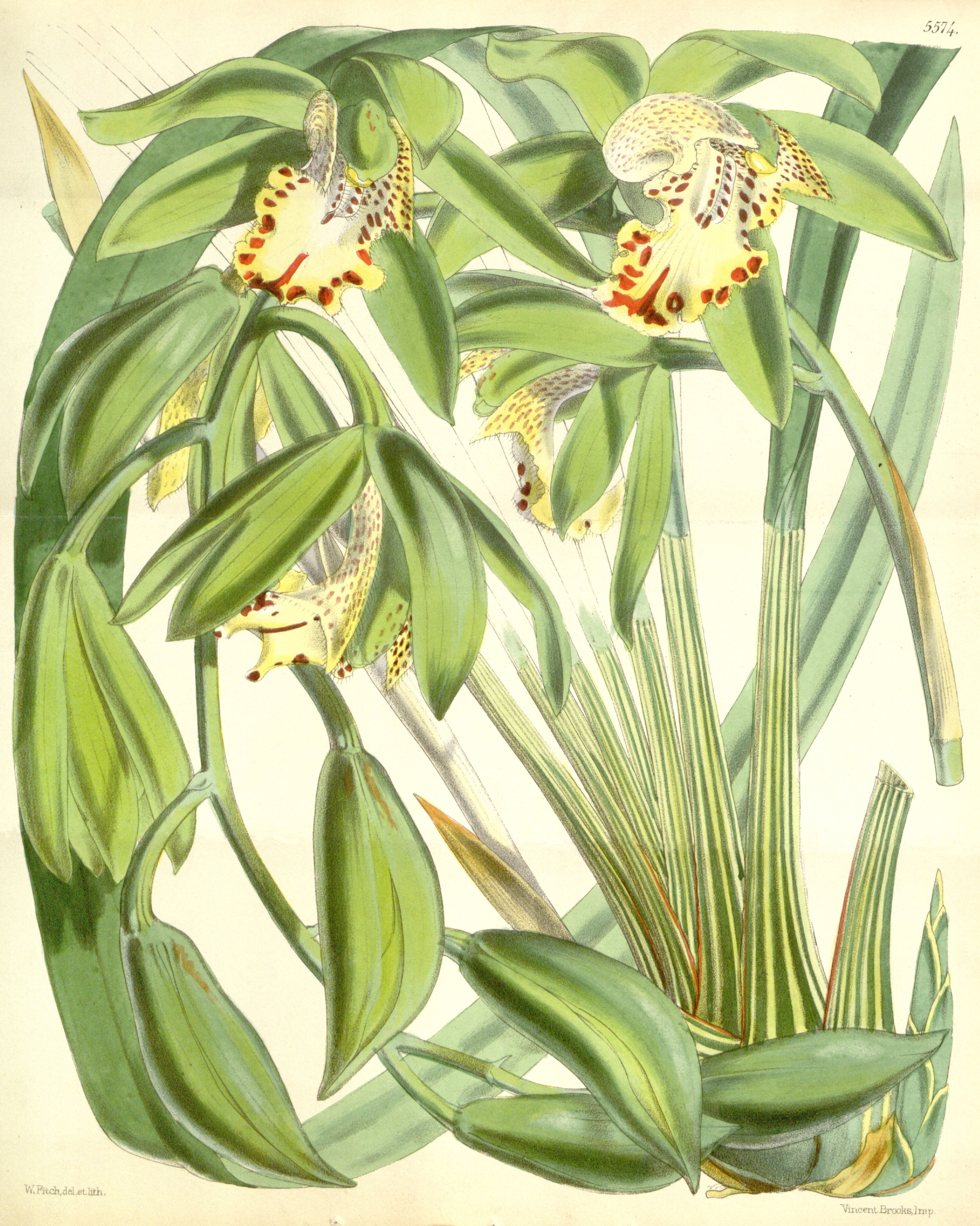
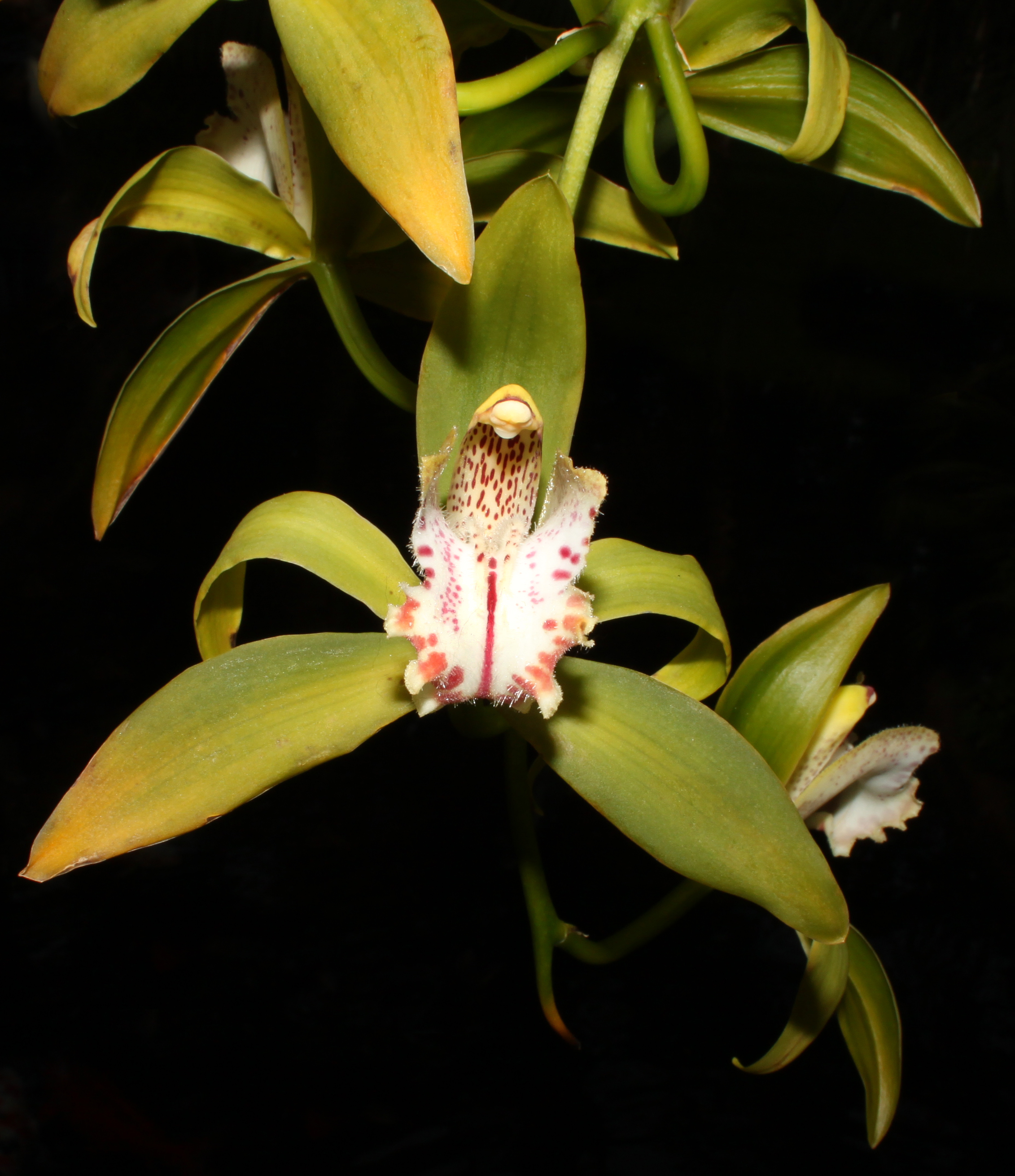